# Pellenes pacificus
Pellenes pacificus är en spindelart som beskrevs av Banks 1903. Pellenes pacificus ingår i släktet Pellenes och familjen hoppspindlar. Inga underarter finns listade i Catalogue of Life.